# La Perle de l'Empereur (roman de Benzoni)
Pour les articles homonymes, voir La Perle de l'Empereur.
La Perle de l'Empereur est un roman de Juliette Benzoni paru en 2001, mettant en scène le prince antiquaire Aldo Morosini. C'est le sixième tome de la série Le Boiteux de Varsovie.